# Arizona Diamondbacks

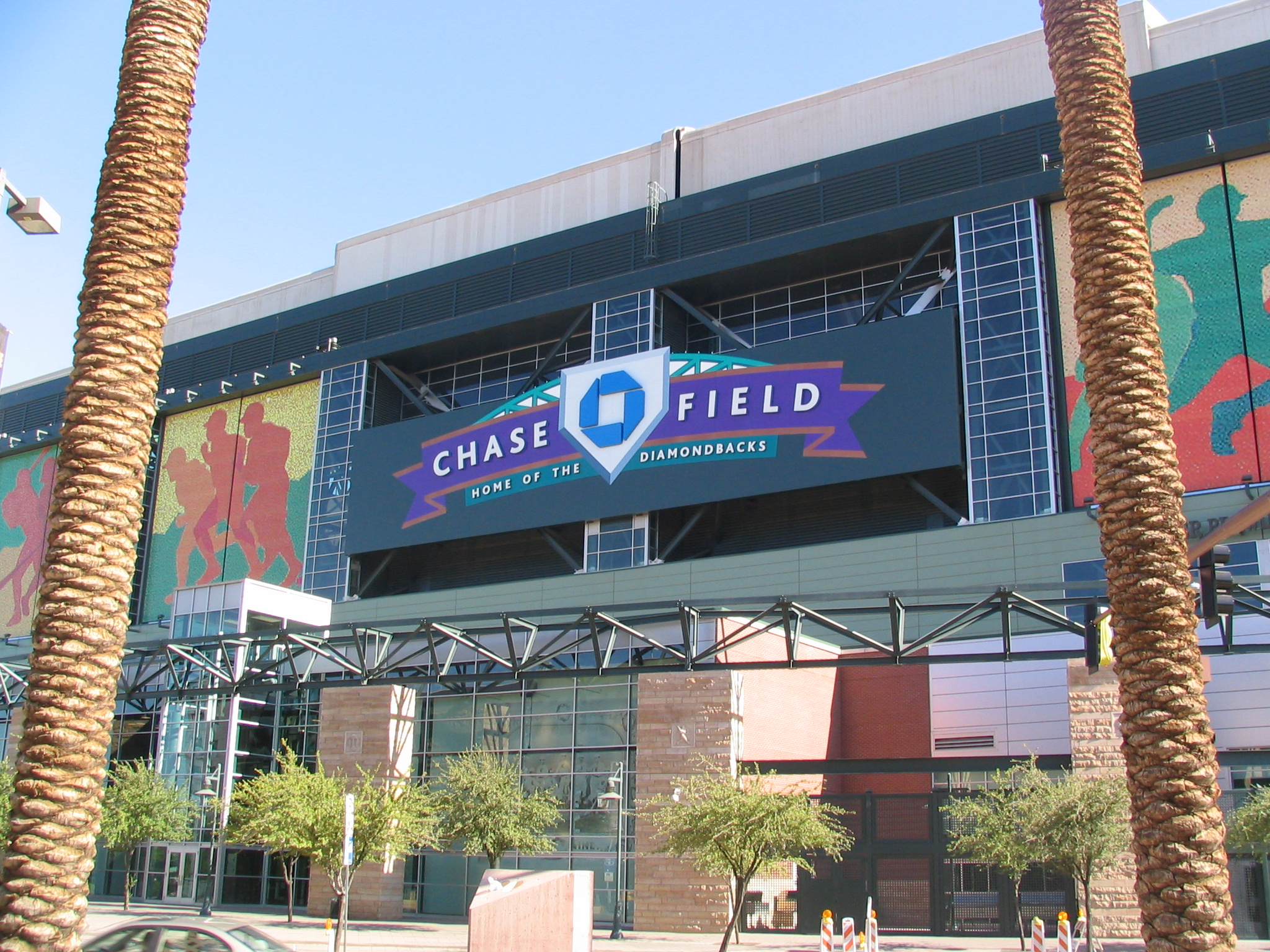
Domovský stadion Chase Field

Arizona Diamondbacks je profesionální baseballový klub z Major League Baseball, patřící do západní divize National League. Klub byl založen v roce 1998.
Za svou krátkou historii klub dokázal jednou vyhrát Světovou sérii - v roce 2001.